# Rancom
Rancom (en francès Rancon) és un municipi francès situat al departament de l'Alta Viena i a la regió de la Nova Aquitània.

## Demografia
| 1962                                       | 1968 | 1975 | 1982 | 1990 | 1999 | 2007 |
| ------------------------------------------ | ---- | ---- | ---- | ---- | ---- | ---- |
| 911                                        | 860  | 733  | 652  | 544  | 519  | 549  |
| Des de 1962: població sense dobles comptes |      |      |      |      |      |      |

## Administració
| Període   | Identitat         | Partit |
| --------- | ----------------- | ------ |
| 1995-2001 | Pierre Hedde      |        |
| 2001-2008 | Christian Gouygou |        |
| 2008-     | Renée Pénichou    |        |